# Posição lateral de segurança

Uma das variantes da posição lateral de segurança

Posição lateral de segurança é uma posição usada em primeiros socorros para garantir que as vias aéreas de uma vítima inconsciente permanecem desimpedidas.